# 34444 Kellmcallister
34444 Kellmcallister è un asteroide della fascia principale. Scoperto nel 2000, presenta un'orbita caratterizzata da un semiasse maggiore pari a 2,3942022 au e da un'eccentricità di 0,0516575, inclinata di 6,89020° rispetto all'eclittica.